# Oospila cellata
Oospila cellata är en fjärilsart som beskrevs av Louis Beethoven Prout 1932. Oospila cellata ingår i släktet Oospila och familjen mätare. Inga underarter finns listade i Catalogue of Life.